# Mythimna serradagua
Mythimna serradagua is een vlinder uit de familie uilen (Noctuidae). De wetenschappelijke naam is voor het eerst geldig gepubliceerd in 1977 door Wolff.
De soort komt voor in Europa.